# Doyle Point
Der Doyle Point (ursprünglich Stuart Doyle Point) ist eine Landspitze an der Küste des ostantarktischen Enderbylands. Sie liegt zwischen dem Kap Batterbee und dem Kap Borley.
Teilnehmer der British Australian and New Zealand Antarctic Research Expedition (1929–1931) unter der Leitung des australischen Polarforschers Douglas Mawson entdeckten sie am 12. Januar 1930. Mawson benannte sie nach dem australischen Filmproduzenten Stuart Frank Doyle (1887–1945), der Kameramann Frank Hurley bei der Bearbeitung des bei dieser Forschungsreise erstellten Filmmaterials unterstützt hatte. Das Advisory Committee on Antarctic Names kürzte Mawsons ursprüngliche Benennung 1947 auf die heute etablierte Form ein.